# Vauffelin
Vauffelin és un municipi del cantó de Berna (Suïssa), situat al districte administratiu del Berner Jura.